# Мальта на «Евровидении-2008»
Мальта на Евровидение-2008 отправила певицу Морену с песней «Vodka», выбрав её по итогам национального отбора 26 января 2008 года. Морена заняла 14-е место с 38 баллами во втором полуфинале и не вышла в финал.

## Национальный отбор
К 13 ноября было получено 225 заявок на участие в национальном отборе. В полуфинале (24 февраля) участвовало 16 песен, 8 песен, которые прошли в финал, выбрало жюри. В финале (26 февраля) победителя определяли телезрители (80 %) и жюри(20 %)
| Номер | Исполнитель       | Песня                | Жюри | Телезрители | Итог | Место |
| 1     | Eleanor Cassar    | Give me a chance     | 49   | 3,821       | 50   | 4     |
| 2     | Claudia Faniello  | Caravaggio           | 49   | 12,714      | 68   | 2     |
| 3     | Petra Zammit      | Street car of desire | 39   | 3421        | 28   | 6     |
| 4     | Morena Camilleri  | Casanova             | 40   | 3,607       | 38   | 5     |
| 5     | Klinsmann Coleiro | Go                   | 43   | 3,299       | 24   | 7     |
| 6     | Claudia Faniello  | Sunrise              | 71   | 4,518       | 64   | 3     |
| 7     | Rosman Pace       | Love is just the way | 36   | 3,253       | 10   | 8     |
| 8     | Morena Camilleri  | Vodka                | 49   | 16,979      | 78   | 1     |

## Выбранная участница
Победившая на национальном отборе Морена Камильери — уроженка Гозо, которая с детства увлекалась танцами, а пением увлеклась благодаря старшей сестре Джорджине (обладательнице сопрано). В возрасте 18 лет Морена стала фронтменом группы Spectrum, а также отметилась на музыкальном фестивале «Festival Kanzunetta Maltija», заполучив Золотую пальмовую ветвь фестиваля. В 2006 году она дебютировала на национальном отборе с Полом Джорджимьяна с песней «Time» (9-е место), но через два года выиграла национальный отбор.
Песню к конкурсу ей писали композитор и продюсер Филипп Вела и поэт-песенник Джерард Джеймс Бордж. По словам телекомментатора канала «Россия» Дмитрия Губерниева, несмотря на название песни «Vodka», сама Морена водку не пробовала ни разу. Сама же песня посвящена не напитку, а представляла собой сюжет некоего шпионского фильма или романа.

## Мнения
Мальта не оценивалась как фаворит в плане выхода из полуфинала. Автор независимого интернет-проекта «Евровидение-Казахстан» Андрей Михеев оценил неплохой вокал и концепцию текста, напоминающего сюжет шпионского фильма, но предрёк невыход, если «потенциал текста» не покажут на сцене:

- Mузыка: Достаточно странная мелодия сама по себе, а в таком оформлении и аранжировке — вообще... 6/10
- Текст: Концепция песни, конечно интересна. Но на этом все. 9/10
- Вокал: Больше петь, меньше кричать, пожалуйста. 7/10
- Итог: Вероятнее всего идет в никуда, если не удастся реализовать потенциал текста на сцене. 6/10.

Председатель российского фан-клуба OGAE Антон Кулаков назвал песню самой быстрой на конкурсе и отметил эмоциональный вокал, но язвительно предрекал в случае попадания Мальты в один полуфинал с Россией ноль баллов от российских телезрителей за так называемую «клюкву»

- Музыка: Пока самая быстрая песня конкурса. 7/10
- Текст: В общем певица знает что в Москве есть Парк Горького. Но там не совсем так, как она думает. За это — 6/10
- Вокал: Агрессивно, но вот не надоест ли. Но эмоционально. 7/10
- Итог: Русские постебутся и ничего не поставят. Остальные тоже, так что шансы невелики. 7/10.

## Голосование

### За Мальту
| 12 баллов | 10 баллов                        | 8 баллов   | 7 баллов         | 6 баллов |
| --------- | -------------------------------- | ---------- | ---------------- | -------- |
|           |                                  | - Албания  |                  |          |
| 5 баллов  | 4 балла                          | 3 балла    | 2 балла          | 1 балл   |
|           | - Латвия - Хорватия - Португалия | - Болгария | - Великобритания |          |

### От Мальты
| 12 баллов | Швейцария  |
| 10 баллов | Грузия     |
| 8 баллов  | Украина    |
| 7 баллов  | Швеция     |
| 6 баллов  | Латвия     |
| 5 баллов  | Исландия   |
| 4 балла   | Дания      |
| 3 балла   | Португалия |
| 2 балла   | Болгария   |
| 1 балл    | Чехия      |

| 12 баллов | Швеция   |
| 10 баллов | Украина  |
| 8 баллов  | Россия   |
| 7 баллов  | Латвия   |
| 6 баллов  | Исландия |
| 5 баллов  | Грузия   |
| 4 балла   | Дания    |
| 3 балла   | Норвегия |
| 2 балла   | Греция   |
| 1 балл    | Сербия   |